# Argosari (Sedayu)
Argosari is een bestuurslaag in het regentschap Bantul van de provincie Jogjakarta, Indonesië. Argosari telt 8076 inwoners (volkstelling 2010).